# オーメン/最後の闘争
『オーメン/最後の闘争』（オーメン/さいごのとうそう）（原題：The Final Conflict）は、1981年製作のアメリカ合衆国のオカルト・ホラー映画。
“悪魔の子”ダミアンを描いた『オーメン』、『オーメン2/ダミアン』に続くシリーズ第3作目にして完結編。

## 概要
“悪魔の子”ダミアンを描いた『オーメン』、『オーメン2/ダミアン』に続くシリーズ第3作。
ダミアン・ソーンは32歳という若さで、養父から引き継いだ総合商社ソーン・コーポレーションの社長となり、且つアメリカ合衆国大統領の顧問も務めていた。駐英大使に任命されたダミアンは、イギリスの何処かで誕生しようとしている“救世主”の抹殺を目論む。
ダミアンを愛するケイト役で出演したリサ・ハローは、この映画の共演を通じて本当にサム・ニールと交際し、彼の子供を産んだ。
公開当時は『オーメン』完結編の位置づけだったが、ダミアンの実娘が登場するTVムービーの『オーメン4』が10年後に製作され、映画第1作のリメイク版や前日譚の公開、全10話の連続ドラマ『オーメン（TVシリーズ）』が放送されるなど、その後もフランチャイズ展開は続いて行った。

## あらすじ
火災で全焼したシカゴのソーン博物館跡地で掘削作業が続く中、作業員は土中から珍しい短剣を発見し、小遣い稼ぎのつもりで質屋に持ち込む。握りの部分にキリスト像が彫られた短剣は競売に出され、落札した教会が調査した結果、それは悪魔の子を葬る“メギドの短剣”であることが判明。7本の剣はローマのスビアコ修道院にいるデ・カルロ神父に届けられた。
32歳になった悪魔の子ダミアン・ソーンは、養父ロバート・ソーンの企業を引き継いだ国際的コングロマリットのソーン・インダストリーズCEOの座に就き、顧問は悪魔教の信者でもあるディーンが担当していた。黒い大型犬ロットワイラーの目を見た駐英米国大使が、その後に自室で拳銃自殺を遂げる事件があったため、大統領から駐英大使の任務を与えられたダミアンはイギリスへと向かう。かつてロバート・ソーンからダミアンを滅ぼすよう頼まれ、27年間もダミアンの成長を見ていたデ・カルロ神父は、6人の司祭に剣を1本ずつ与え、イギリスで彼を抹殺するよう命じていた。
政界のパーティー会場でダミアンに会ったBBCのニュース・キャスター ケイト・レイノルズは、30代の若さで出世したダミアンにインタビューをさせて欲しいと申し出る。そのテレビ番組の収録中に、ダミアンの命を狙ったベニート司祭がスタジオ高所から転落し、火だるまになって死ぬ事件が起きる。マテウス司祭はダミアンを尾行しながら廃墟に誘い込むが、他の2人の司祭マーティンとパウロはダミアンと間違えてマテウスを刺殺し、その2人も地下牢に生き埋めになる。司祭のシメオンとアントニオはキツネ狩りに興じるダミアンを、他の狩りのグループから引き離す作戦に成功。2人は剣を手に橋の上で挟み撃ちにするものの、ダミアンに睨まれた馬は恐怖で暴れて背中のアントニオを橋から振り落とし、シメオンはダミアンが号令をかけた猟犬の群れに喰い殺された。初めてキツネ狩りに出た子供は、獲物の血を頬に塗る習慣があったが、ダミアンはスカーフに染み込ませたシメオンの血を、ケイトの息子ピーター・レイノルズの頬に塗る。父親のいないピーターは、友人のようであり父のようなダミアンに強く引き寄せられて行く。
3月24日の天文台では、神の誕生を告げるベツレヘムの第2の星が観測されていた。悪夢にうなされたダミアンはキリスト再臨の兆候を感じ、3月24日の深夜から朝にかけて生まれた男児すべてを殺すよう使途たちに命じる。神父や看護師などの悪魔教徒が次々と新生児を殺し、一週間で31人もの乳児が連続死する事件が起きた後、そのニュースを報道をするケイトをテレビで見たデ・カルロ神父は彼女の家を訪れ、ダミアンは悪魔の子だと教える。彼を愛しているケイトは神父の話を信じないが、デ・カルロはダミアンの髪の下に、黙示録に記された獣の数字 666があるから確かめろと言う。ケイトは危険な人物に惹かれている自覚を持ちながらも、ダミアンの屋敷で遂に最後の一線を超え、彼のセックスで快感を得てしまう。獣のように激しい一夜を終えたケイトは翌朝、眠るダミアンの頭皮に反キリストの証拠を見つけて衝撃を受け、逃げ帰るように屋敷を後にする。
ダミアンの部下ディーンも、一般人の妻との間に3月24日生まれの子供が誕生していた。デ・カルロ神父はディーンの妻バーバラに会い、夫が悪魔教徒の仲間で、新生児連続殺害の指示を出していると伝える。ピーターをスパイに使ってそのことを知ったダミアンは、自分の子を殺すようディーンに命じるが、恐ろしくなったディーンは逃亡を考えて帰宅。ロットワイラーに睨まれて正気を失くしたバーバラは、我が子を焼き殺したアイロンでディーンをも殺害する。ダミアンに忠誠を誓おうとする息子を取り戻すべく、ケイトはキリストの子に会わせると嘘をついてダミアンを廃墟の教会へ連れ出す。待ち伏せしていたデ・カルロ神父が襲いかかると、ダミアンは咄嗟にピーターを盾に使い、教会の奥へと向かう。短剣を握ったケイトがダミアンを背後から刺すと、よろけながら中庭を歩くダミアンの頭上に、光に包まれたキリストが現われる。「ナザレよ…お前は何も勝ち取っていない」とつぶやき、ダミアンは力尽きた。ピーターの遺体を抱いたデ・カルロ神父とケイトは、夜明けの廃墟を後にするのだった。

## キャスト
| 役名               | 俳優                           | 日本語吹替 |
| ------------------ | ------------------------------ | ---------- |
| ダミアン           | サム・ニール                   | 津嘉山正種 |
| デ・カルロ神父     | ロッサノ・ブラッツィ           | 川合伸旺   |
| ディーン           | ドン・ゴードン                 | 松岡文雄   |
| ケイト・レイノルズ | リサ・ハロー                   | 宗形智子   |
| ピーター           | バーナビー・ホルム             | 池田真     |
| 大統領             | メイソン・アダムズ             |            |
| アメリカ大使       | ロバート・アーデン             |            |
| バーバラ           | ルイーン・ウィロビー           |            |
| ベニート           | マーク・ボイル                 |            |
| マーティン         | ミロス・キレック               |            |
| マテウス           | トミー・ダガン                 |            |
| パウロ             | ルイス・マホーニー             | 飯塚昭三   |
| シメオン           | リチャード・オールドフィールド |            |
| バトラー           | ヒュー・モクシー               |            |
| アントニオ         | トニー・ヴォーゲル             |            |
| 天文学者           | アーノルド・ダイアモンド       | 矢田稔     |
| ナレーター         | N/A                            | 千葉耕市   |

- 日本語吹替：テレビ版・初回放送1983年4月6日『水曜ロードショー』※ソフト未収録
- 吹替翻訳：大野隆一

## スタッフ
- 監督 – グレアム・ベイカー（英語版）
- 製作 - ハーヴェイ・バーンハード（英語版）
- 製作総指揮 – リチャード・ドナー
- キャラクター創造 – デヴィッド・セルツァー
- 脚本 – アンドリュー・バーキン
- 撮影 – フィル・メヒュー、ロバート・ペインター
- 美術 – ハーバート・ウェストブルック
- 編集 – アラン・ストラカン
- 音楽 – ジェリー・ゴールドスミス
- 特殊効果 – イアン・ウィングローヴ（英語版）
- 衣装監督 – ブライアン・コックス、タイニー・ニコルズ
- スタント・コーディネーター – マーク・ボイル

## 製作
1978年9月27日の『バラエティ』では、『オーメン』第3作の製作を「Omen III」の仮題で報道し、製作費は450万ドルと記されている。11月21日にはタイトルが「The Final Chapter – Omen III」になったと書かれたが、1980年3月初旬に映画の撮影に入った時に「Final Conflict」に決定したことが報道された。1981年2月28日のロサンゼルス・タイムズでは、この映画を「Omen3: The Final Conflict」と明記しているが、映画本編にクレジットされる正式タイトルは、あくまで『The Final Conflict』である。1978年6月に、シリーズ第1作目を撮ったリチャード・ドナーが本作の監督を検討していると一部で報じられたが、結局は製作総指揮として参加した。
ヒッチコックの『北北西に進路を取れ』や、キューブリックの『ロリータ』に出演していた名優ジェームズ・メイソンは、1979年の映画『わが青春の輝き』を観て気に入っていた無名のニュージーランド俳優サム・ニールをチェックするようプロデューサーのハーヴェイ・バーンハードに推薦状を書き、映画のスポンサーを務めてニールのハリウッド・デビューの後押しをした。『オーメン』シリーズの制作チームにジェリー・ゴールドスミスが欠かせないと考えていたプロデューサーのバーンハードは、第3作製作の承認をスタジオから得ると、すぐ彼に音楽の依頼をした。ゴールドスミスは第1作、第2作で使用した『オーメン』のメインテーマ曲「アヴェ・サタニ」を繰り返し使うことを避け、成人したダミアンのために新たなスコアを書き下ろしている。
デ・カルロ神父から“ダミアンは悪魔の子だ”と警告されたケイトと、川で溺れたケイトを見殺しにせず助けるダミアン。監督のグレアム・ベイカーは、恋愛関係を続ける2人の行動を「ダミアンにとって、ケイトはすでに危険な存在になりつつあるのに、2人の行動は矛盾に揺れている」と話す。夜の寝室で性交した2人が翌朝も全裸のまま寝ており、一晩中セックスしていたと思しき場面でも、ベイカーは「ダミアンの本心は読み切れない。彼女にどうして欲しいのか？ …それは見る側の感じ方次第で、観客に委ねられている」とも語っている

## 撮影
推定500万ドルの製作費でクランクインした『最後の闘争』は、主にイギリス西部とロンドン北部でロケが行われ、撮影は延べ12週間にわたった。
映画冒頭のソーン博物館跡地の採掘場面はレスターシャーの炭鉱を使い、ダミアンが使途を集めて演説する後半でのシーンはヨークシャーの採石場に450人ものエキストラを集めて撮影した。ロンドン郊外のブロケット・ホールはダミアンの住居と、政界のパーティー場面に用いられた。天文台での撮影は、イギリスのミル・ヒルにあるロンドン大学天文台でロケを行なっている。
デ・カルロ神父、ケイトとダミアンの戦いを描くラストシーンは、イングランド北部にあるヨークシャーのファウンテンズ修道院がロケ地に選ばれ、ラストシーンの撮影は5日間を費やした。深夜の2時、頭上にはコウモリがいる不気味な廃墟の修道院は気温が低く、撮影が大変だったという。

## 評価
『最後の闘争』は批評家から賛否両論の評価を受けた。レビュー収集サイトのRotten Tomatoesでは21件の評論家レビューに基づいて支持率は29%、平均評価は4.4/10だった。『シカゴ・サンタイムズ』の映画評論家ロジャー・イーバートは「オープニングは実に素晴らしく、最初の10分はストーリーテリングが非常に巧みだ。だが悲しいかな、会話と筋書きに変わった瞬間、その感動は失われてしまう。終末的な善と悪の対決が、イタリア訛りの男たちが走り回ってダミアンを背後から刺そうとする話に矮小化され、がっかりした」と評した。『FILM FRENZY』のマット・ブランソンは、「『最後の闘争』はシリーズ前2作とは全く似ておらず、むしろ緊張感や最高の制作価値が明らかに欠けている粗悪な作品だ。眠くなるような話のペースと不安定な脚本が、 三部作の締め括りを台無しにしている」と書いている。『AV CLUB』の記者キース・フィップスは「グレアム・ベイカー監督は雰囲気作りの才能に乏しく、ある素晴らしいシーンを除けば、2～3日でこの映画のあらゆる側面を忘れてしまうのではないかと思う。かなり弱い結末だ。言及する価値のある場面は、同時刻に産まれた赤ん坊を総て殺すようダミアンが信者たちに命じる所と、ハロー演じる女性記者が肛門を使う激しいセックスシーンだろう」と評している。『ワシントン・ポスト』 のゲイリー・アーノルドは「『オーメン』三部作の最終章で壮大なハルマゲドンを期待しているリングサイド席の観客は、想像よりはるかに小規模な戦いになることを覚悟した方が良い」と、皮肉を込めて書いた。
批判一辺倒ではなく、見るべき部分もあるとする批評では、『ロサンゼルス・タイムズ』のシーラ・ベンソンが、前2作のような安っぽく派手な死の描写を避けたことを誉め、「この三部作を、知性と上品な映像という、考え得る限り最も意外な形で締め括った」と称賛している。『バラエティ』誌は本作を「これまでのオーメンシリーズで最も面白い」と書き、「ニールは目を左に動かし、次に目を右に動かすという演技で、感情の幅を演じている」と、サム・ニールを誉めた。『SURGEONS OF HORROR』のサウル・ムエルテは「私はこの映画がシリーズ中で最も力強い作品と思っており、それはおそらく良い意味で観客を動揺させるニールの存在感だろう。リサ・ハローが演じるケイトも魅力的で、ジャーナリストとしてダミアンを深く理解しようと接近するが、結局は彼の悪魔の網にかかってしまう。ダミアンとのセックスで痙攣するほどの絶頂を得たケイトは、その後のアナルセックスで痛みと悦びの頂点に達し、彼女の大きな転機となる」と書いた。

## 実現しなかった続編
アンドリュー・バーキンの脚本をかなり忠実にノベライズしたゴードン・マッギルの小説『最後の闘争』は、性交中の性器からペニスを引き抜かれたケイトが「やめないで」と懇願する中、ダミアンは「父よ、彼女に真の痛みと悦びを与えてください」と祈り、尻を向けさせたケイトに変態的かつ倒錯した挿入をすることで、映画本編より具体性を持って肛姦を描写した。ダミアンとケイトは獣同士の交尾のように激しい交わりを行なう。IMDbでは『最後の闘争』の劇中に“anal rape（肛門を犯す行為）”が含まれると表示しており、『オーメン』シリーズを体系的に研究しているサイト「The Omen Wiki」を始め、海外の多くのレビューと解説で、ケイトはダミアンとの情事中にソドミー行為（肛門性交）も行なったと明言している。20世紀フォックスのオフィシャル小説として再びマッギルが執筆した続編『オーメンⅣ:アルマゲドン2000』（1983年1月発売）は、『オーメン/最後の闘争』からケイト・レイノルズとデ・カルロ神父、『オーメン2/ダミアン』から悪魔教の使途ポール・ブーハーが登場する。
ダミアンを刺殺した女性記者ケイトが、悪魔教徒の追跡から逃れ続けた6週間後のこと。下腹部が妊婦のように膨らみ、嘔吐するケイトは病院に行く。腸内に大きな腫瘍があると思われたが、聖書でいう、汚れた性行為で産まれるアボミネーション＝“忌まわしきもの”が体内に宿っていた。ケイトはダミアンと肉体関係を持った夜、彼を肛門にも受け入れ、ダミアンは獣のように吠えながらのケイトの直腸内に射精した。メギドの短剣で刺されて肉体は死んだダミアンだったが、7本の短剣を突き刺す正しい方法で葬らなかったために、その魂まで破壊することは出来なかったのだ。悪魔の魂はケイトの直腸を満たした不浄の精液を通じて再び現世に甦ろうとする。手術台でうつ伏せになったケイトは、医師の切開で拡張された肛門から男の新生児を産み出し、そのまま死亡。ケイトを追っていた悪魔教徒たちの間では、ダミアンの転生した子が産まれたことが共有される。17年後の西暦2000年、17歳になったダミアン二世は、70歳のポール・ブーハーが会長を務めている大企業ソーン・インダストリーズの代表に就任した。ケイトの直腸出産を補助した助産婦メアリー・ラモントは贖罪のため、自分が知り得ている全てのことを記した手紙をデ・カルロ神父に送った後、倒れてきたキリスト像の下敷きになって死亡する。防腐処理を施したダミアンの裸の遺体は黒い礼拝堂に保存されており、ダミアン二世は遺体の手にキスをしている。デ・カルロ神父は修道士ファケッティを、聖ジェームズ宮廷駐在の米国大使フィリップ・ブレナンに派遣し悪魔の復活を知らせた。フィリップは7本のメギドの短剣を取り戻し、再び悪魔の子孫に刺そうと試みる。
20世紀フォックスはマッギルの小説を原作に、続編映画『オーメンⅣ:アルマゲドン』を企画し、1984年後半の公開を目指していた。脚本には『オーメン2』のスタンリー・マンを招き、監督は『最後の闘争』からグレアム・ベイカーが続投する予定だったが、ベイカーは同時期に抱えていた作品『インパルス！暴走する脳 』（日本未公開）のスケジュールの都合から降板せざるを得ず、代わりにテレビ監督のホレス・D・バートンが引き受けた。ところがバートンは1983年に急逝し、制作が停滞したことで、結果的にフォックスはこの計画を中止した。